# Tim Siersleben
Tim Siersleben (Magdeburgo, 9 marzo 2000) è un calciatore tedesco, difensore dell'Heidenheim.

## Biografia
È figlio dell'allenatore ed ex calciatore Frank Siersleben.

## Carriera

### Club
Siersleben ha fatto il suo debutto professionistico in Bundesliga il 22 maggio 2021 sostituendo John Anthony Brooks al 57 minuto contro il Magonza.
Il 1 luglio 2021 ha firmato con l'Heidenheim per un prestito biennale. Il 29 giugno 2023 ha firmato un contratto fino al 2026 a titolo definitivo.

### Nazionale
Ha giocato nelle nazionali giovanili tedesche Under-16, Under-17 ed Under-20.

## Statistiche

### Presenze e reti nei club
Statistiche aggiornate al 19 settembre 2023.
| Stagione        | Squadra         | Campionato      | Campionato | Campionato | Coppe nazionali | Coppe nazionali | Coppe nazionali | Coppe continentali | Coppe continentali | Coppe continentali | Altre coppe | Altre coppe | Altre coppe | Totale | Totale | Totale |
| Stagione        | Squadra         | Comp            | Pres       | Reti       | Comp            | Pres            | Reti            | Comp               | Pres               | Reti               | Comp        | Pres        | Reti        | Pres   | Reti   |        |
| --------------- | --------------- | --------------- | ---------- | ---------- | --------------- | --------------- | --------------- | ------------------ | ------------------ | ------------------ | ----------- | ----------- | ----------- | ------ | ------ | ------ |
| 2019-2020       | Wolfsburg II    | RL              | 22         | 0          |                 | -               | -               |                    | -                  | -                  |             | -           | -           | 22     | 0      |        |
| 2020-2021       | Wolfsburg II    | RL              | 1          | 0          |                 | -               | -               |                    | -                  | -                  |             | -           | -           | 1      | 0      |        |
| 2020-2021       | Wolfsburg       | BL              | 1          | 0          | CG              | 0               | 0               | UEL                | 0                  | 0                  |             | -           | -           | 1      | 0      |        |
| 2021-2022       | Heidenheim      | 2L              | 15         | 0          | CG              | 0               | 0               |                    | -                  | -                  |             | -           | -           | 15     | 0      |        |
| 2022-2023       | Heidenheim      | 2L              | 28         | 1          | CG              | 2               | 0               |                    | -                  | -                  |             | -           | -           | 30     | 1      |        |
| 2023-2024       | Heidenheim      | BL              | 4          | 0          | CG              | 1               | 1               |                    | -                  | -                  |             | -           | -           | 5      | 1      |        |
| Totale carriera | Totale carriera | Totale carriera | 71         | 1          |                 | 3               | 0               |                    | 0                  | 0                  |             | -           | -           | 74     | 1      |        |

## Palmarès
- 2. Fußball-Bundesliga: 1

Heidenheim: 2022-2023